# Рудник-Великий
Рудник-Великий (пол. Rudnik Wielki) — село в Польщі, у гміні Камениця-Польська Ченстоховського повіту Сілезького воєводства.
Населення — 916 осіб (2011).
У 1975-1998 роках село належало до Ченстоховського воєводства.

## Демографія
Демографічна структура станом на 31 березня 2011 року:
|          | Загалом | Допрацездатний вік | Працездатний вік | Постпрацездатний вік |
| -------- | ------- | ------------------ | ---------------- | -------------------- |
| Чоловіки | 435     | 89                 | 305              | 41                   |
| Жінки    | 481     | 83                 | 298              | 100                  |
| Разом    | 916     | 172                | 603              | 141                  |